# Quelqu'un qui s'en va
Albums de Françoise Hardy
À suivre...
(1981) Décalages
(1988)
Quelqu’un qui s’en va est le vingtième album, édité en France et à l'étranger, de la chanteuse Françoise Hardy. L’édition originale est parue en France, au printemps 1982.

## Mise en perspective de l'album
Le titre de l’album est emprunté à la 2e chanson du disque. Cet opus est la dernière collaboration de Françoise Hardy avec Gabriel Yared.

3 chansons sur 10 sont écrites par Françoise Hardy. Il y a une reprise : Ces petits riens, créé par Serge Gainsbourg.

Tabou et Tirez pas sur l'ambulance en furent les principaux succès.

Cet album a reçu le Prix Diamant (interprétation féminine) 1982 de la chanson française ; décerné par la presse, la radio et la télévision.

## Édition originale de l’album
France, printemps 1982 : disque microsillon 33 tours/30cm., Quelqu’un qui s’en va, WEA - Filipacchi Music/Disques Flarenasch (723.643).

### Crédits
- Pochette : Photographie réalisée par Serge Gainsbourg.
- Réalisation, orchestrations et direction musicale : Gabriel Yared.
- Réalisation sonore et mixages : Claude Sahakian.
- Musiciens :
  - Batterie : Pierre-Alain Dahan.
  - Claviers : Gabriel Yared.
  - Saxes : Michel Cœuriot, arrangements additionnels sur Tabou et Tirez pas sur l’ambulance.
  - Guitare basse : Jannick Top.
  - Guitares acoustiques : Patrice Tison et Denys Lable.
  - Percussions : Marc Chantereau.
  - Synthétiseurs : Georges Rodi et Michel Cœuriot.
  - Chœurs : Anne Calvert.

### Liste des chansons
Les 10 chansons qui composent cet album ont été enregistrées en stéréophonie.
| 1. | Tirez pas sur l'ambulance | Carole Coudray                   | Gabriel Yared | 3:37 |
| 2. | Quelqu'un qui s'en va     | Carole Coudray                   | Gabriel Yared | 2:53 |
| 3. | Un deux trois chat        | Carole Coudray – Françoise Hardy | Gabriel Yared | 3:30 |
| 4. | Retour de nuit            | Carole Coudray – Françoise Hardy | Gabriel Yared | 3:56 |
| 5. | L'Auréole néon            | Françoise Hardy                  | Michel Fugain | 2:02 |

| 1. | Mazurka               | Carole Coudray   | Gabriel Yared    | 5:02 |
| 2. | Tabou                 | Françoise Hardy  | Michel Fugain    | 2:30 |
| 3. | C'est bien moi        | Alain Souchon    | Alain Souchon    | 2:22 |
| 4. | Ces petits riens      | Serge Gainsbourg | Serge Gainsbourg | 2:20 |
| 5. | En scope et en stéréo | Françoise Hardy  | Daniel Perreau   | 3:40 |

## Discographie liée à l’album
Abréviations désignant les différents types de supports d'enregistrements
LP (Long Playing) = Album sur disque 33 tours (vinyle)
K7 (Compact Cassette) = Album sur cassette
CD (Compact Disc) = Album sur disque compact
SP (Single Playing) = Disque 45 tours (vinyle), 2 titres
Maxi SP (Maxi Single Playing) = Disque 45 tours/30cm (vinyle), 2 titres

### Premières éditions françaises

#### Album sur cassette et disque compact
- 1982 : K7, Quelqu’un qui s’en va, WEA - Filipacchi Music/Disques Flarenasch (WE 451 | 724.643).

- 1988 : CD (jewelcase), Tirez pas sur l'ambulance, coll. « Top compilation », Musidisc/Disques Flarenasch (180162).

#### Disque promotionnel
Destiné à la promotion de l’album, ce disques est exclusivement distribué dans les médias (presses, radios, télévisions…), et porte la mention « Spécial promotion, interdit à la vente ».
- 1982 : Maxi SP, Tirez pas sur l'ambulance, WEA - Filipacchi music/Disques Flarenasch (720 685).

1. Tirez pas sur l'ambulance
2. L'Auréole néon

#### Autres disques
- 1982 : SP, Tirez pas sur l'ambulance, WEA - Filipacchi music/Disques Flarenasch (721 685).

1. Tirez pas sur l’ambulance (Carole Coudray / Gabriel Yared).
2. L’Auréole Néon (Michel Fugain / F. Hardy).

- 1983 : SP, C'est bien moi, WEA - Filipacchi music/Disques Flarenasch (721 712).

1. C’est bien moi, 2e version (Alain Souchon).
2. Tabou (F. Hardy / Michel Fugain).

### Rééditions françaises

#### Album sur disque 33 tours (vinyle), cassette et disque compact
- 1983 : LP, Tirez pas sur l'ambulance, WEA-Filipacchi music/Disques Flarenasch (723.643).

- 1990 : CD (jewelcase), Tirez pas sur l'ambulance, « Top compilation », Carrère/Disques Flarenasch (CA 821 | 93645) - (3 218030 936450).

- 1990 : K7, Tirez pas sur l’ambulance, coll. « Top compilation », Carrere/Disques Flarenasch (73645 | CA 332) - (3 218030 736456)..

- 2005 : CD (jewelcase sous étui cartonné), Tirez pas sur l'ambulance, « Top compilation », WMD/Disques Flarenasch (472 049 | WM 318) - (3 383904 720493).

- 2005 : CD (digipack), Tirez pas sur l'ambulance, Wagram (3108492 | WAG 800) - (3 596971 084929).

- 2012 : CD, (digipack), Tirez pas sur l'ambulance, Wagram (3265052 | WAG 848) - (3 596972 650529).

### Premières éditions étrangères

#### Album sur disque 33 tours (vinyle) et disque compact
- Canada, 1982 : LP, Quelqu’un qui s’en va, VIP (vip-75).
- Espagne, 1982 : LP, Quelqu’un qui s’en va (Alguien que se va), RCA Victor Records (SPL 1-7348).
- Japon, 1982 : LP, Quelqu’un qui s’en va, Epic Records (28.3P.369).
- Italie, 1983 : LP, Quelqu’un qui s’en va, WEA (TP 3201-1).
- Suisse, 1988 : CD, Quelqu’un qui s’en va, Musidisc/Disques Flarenasch (472 049 – WM 318).
- Japon, 1990 : CD, Quelqu’un qui s’en va, Epic Records/Sony (ESCA 5195).